# Росен Балкански
Росен Балкански е български китарист и композитор.

## Биография
Роден е през 1968 г. в София. С китара започва да се занимава на 11-годишна възраст в читалище „В. Андреев“ при Стефан Владимиров. Като ученик е лауреат на всички национални китарни конкурси. Прави и първите си опити като композитор.
През 1982 г. печели трета награда на международния китарен конкурс „Кутна Хора“ в Чехия (бивша Чехословакия) и става първия български китарист с международен приз.
През 1989 г. печели и първата си национална награда като композитор – за своите „Три български пиеси“.
Завършва Държавната музикална академия „Панчо Владигеров“ с магистърска степен през 2000 г. и веднага е поканен в Инструментален факултет, където е единствен преподавател по класическа китара.
В този период печели още награди като изпълнител и композитор, сред които и тази от Втория академичен конкурс в Пловдив за авторската си пиеса „Три миниатюри“. Същата година е победител и в международния конкурс за изпълнители в Пловдив.
Негови творби се издават от световните издателства „Бим“, „Даминус“, „Cahier de la guitare“ и т.н. и се изпълняват от водещи китаристи в света.
Росен Балкански е член на Съюза на българските композитори и член на Управителния съвет на Асоциацията на китаристите в България.